# Centronodus intermedius
Centronodus intermedius är en insektsart som beskrevs av Fonseca 1974. Centronodus intermedius ingår i släktet Centronodus och familjen hornstritar. Inga underarter finns listade i Catalogue of Life.